# Boston Society of Film Critics Awards 2017
La 38ª edizione dei Boston Society of Film Critics Awards si è svolta il 10 dicembre 2017.

## Premi

### Miglior film
- Il filo nascosto (Phantom Thread), regia di Paul Thomas Anderson
  - 2º classificato: La forma dell'acqua - The Shape of Water (The Shape of Water), regia di Guillermo del Toro

### Miglior attore
- Daniel Kaluuya - Scappa - Get Out (Get Out)
  - 2º classificato: Timothée Chalamet - Chiamami col tuo nome (Call Me by Your Name)

### Migliore attrice
- Sally Hawkins - La forma dell'acqua - The Shape of Water (The Shape of Water)
  - 2º classificato: Vicky Krieps - Il filo nascosto (Phantom Thread)

### Miglior attore non protagonista
- Willem Dafoe - Un sogno chiamato Florida (The Florida Project)
  - 2º classificato: Sam Rockwell - Tre manifesti a Ebbing, Missouri (Three Billboards Outside Ebbing, Missouri)

### Migliore attrice non protagonista
- Laurie Metcalf - Lady Bird
  - 2º classificato: Allison Janney - Tonya (I, Tonya)

### Miglior regista
- Paul Thomas Anderson - Il filo nascosto (Phantom Thread)
  - 2º classificato: Guillermo del Toro - La forma dell'acqua - The Shape of Water (The Shape of Water)

### Migliore sceneggiatura
- Greta Gerwig - Lady Bird
  - 2º classificato: Jordan Peele - Scappa - Get Out (Get Out)

### Miglior fotografia
- Hoyte van Hoytema -  Dunkirk
  - 2º classificato: Roger Deakins - Blade Runner 2049

### Miglior montaggio
- David Lowery - Storia di un fantasma (A Ghost Story)
  - 2º classificato: Tatiana S. Riegel - Tonya (I, Tonya)

### Miglior colonna sonora
- Jonny Greenwood - Il filo nascosto (Phantom Thread)
  - 2º classificato: Alex Somers - Dawson City: Frozen Time e Alexandre Desplat - La forma dell'acqua - The Shape of Water (The Shape of Water) (ex aequo)

### Miglior documentario
- Dawson City: Frozen Time, regia di Bill Morrison
  - 2º classificato: Visages villages, regia di Agnès Varda e JR

### Miglior film in lingua straniera
- The Square, regia di Ruben Östlund  ·  Svezia
  - 2º classificato: 120 battiti al minuto (120 battements par minute), regia di Robin Campillo  ·  Francia

### Miglior film d'animazione
- Coco, regia di Lee Unkrich e Adrian Molina
  - 2º classificato: Loving Vincent, regia di Dorota Kobiela e Hugh Welchman

### Miglior regista esordiente
- Jordan Peele - Scappa - Get Out (Get Out)

### Miglior cast
- The Meyerowitz Stories
  - 2º classificato: 120 battiti al minuto (120 battements par minute)